# Martin Penc
Martin Penc (né le 25 janvier 1957 à Prague) est un coureur cycliste tchécoslovaque. Spécialiste de la poursuite et de la course aux points sur piste, il a été champion du monde de la course aux points amateurs en 1985 à Bassano del Grappa.

## Palmarès
- 1980
  -  Médaillé de bronze de la poursuite par équipes aux Jeux olympiques de Moscou (avec Teodor Černý, Jiří Pokorný et Igor Sláma)
  - 8e de la poursuite individuelle aux Jeux olympiques de Moscou
  - 9e du championnat du monde de la poursuite amateurs
- 1981
  -  Médaillé de bronze du championnat du monde de poursuite par équipes amateurs (avec Aleš Trčka, František Raboň et Jiri Pokorny)
- 1984
  - 2e de la course aux points aux Jeux de l'Amitié
- 1985
  -  Champion du monde de la course aux points amateurs
- 1986
  - 10e du championnat du monde de la course aux points amateurs
- 1988
  - 8e du championnat d'Europe de course à l'américaine (avec Theodore Czerny)
- 1989
  -  Médaillé de bronze de la course aux points
  - 6e du championnat d'Europe de course à l'américaine (avec Theodore Czerny)
- 1990
  - 8e du championnat d'Europe de course à l'américaine (avec Theodore Czerny)

## Récompenses
- Cycliste tchécoslovaque de l'année : 1985